# Serbie au Concours Eurovision de la chanson 2008
 (octobre 2019).
Si vous disposez d'ouvrages ou d'articles de référence ou si vous connaissez des sites web de qualité traitant du thème abordé ici, merci de compléter l'article en donnant les références utiles à sa vérifiabilité et en les liant à la section « Notes et références ».
La Serbie est le pays hôte du Concours Eurovision de la chanson 2008. 
Ce sont Jelena Tomašević et Bora Dugić qui ont représenté la Serbie avec la chanson Oro. Ils sont passés en 23e position, après Rodolfo Chikilicuatre en Espagne et avant Dima Bilan en Russie. Ils termineront à la 6e place avec 160 points.

## Carte postale
L'édition 2008, les habitants de Belgrade, ville hôte du concours, reviennent passer la bienvenue pour le pays hôte. Les présentateurs et les représentants de cette édition, adressant une lettre pour le passage tels que Bienvenue en Serbie ! pour Sébastien Tellier en France, Willkommen to Serbia! pour le groupe No Angels en Allemagne, Welcome to Serbia! pour Andy Abraham au Royaume-Uni et d'autres messages dans toute l'Europe.